# Le Châtelet
Le Châtelet je naselje in občina v osrednjem francoskem departmaju Cher regije Center. Leta 1999 je naselje imelo 1.104 prebivalce.

## Geografija
Kraj leži v pokrajini Berry ob reki Portefeuille, 47 km južno od Bourgesa.

## Uprava
Le Châtelet je sedež istoimenskega kantona, v katerega so poleg njegove vključene še občine Ardenais, Ids-Saint-Roch, Maisonnais, Morlac, Rezay in Saint-Pierre-les-Bois z 2.610 prebivalci.
Kanton Châtelet je sestavni del okrožja Saint-Amand-Montrond.

## Zanimivosti
- opatija Abbaye de Puyferrand iz 11. stoletja, francoski zgodovinski spomenik  od leta 1911,
- muzej lončarstva v zaselku Archers.